# Rikke Hvilshøj

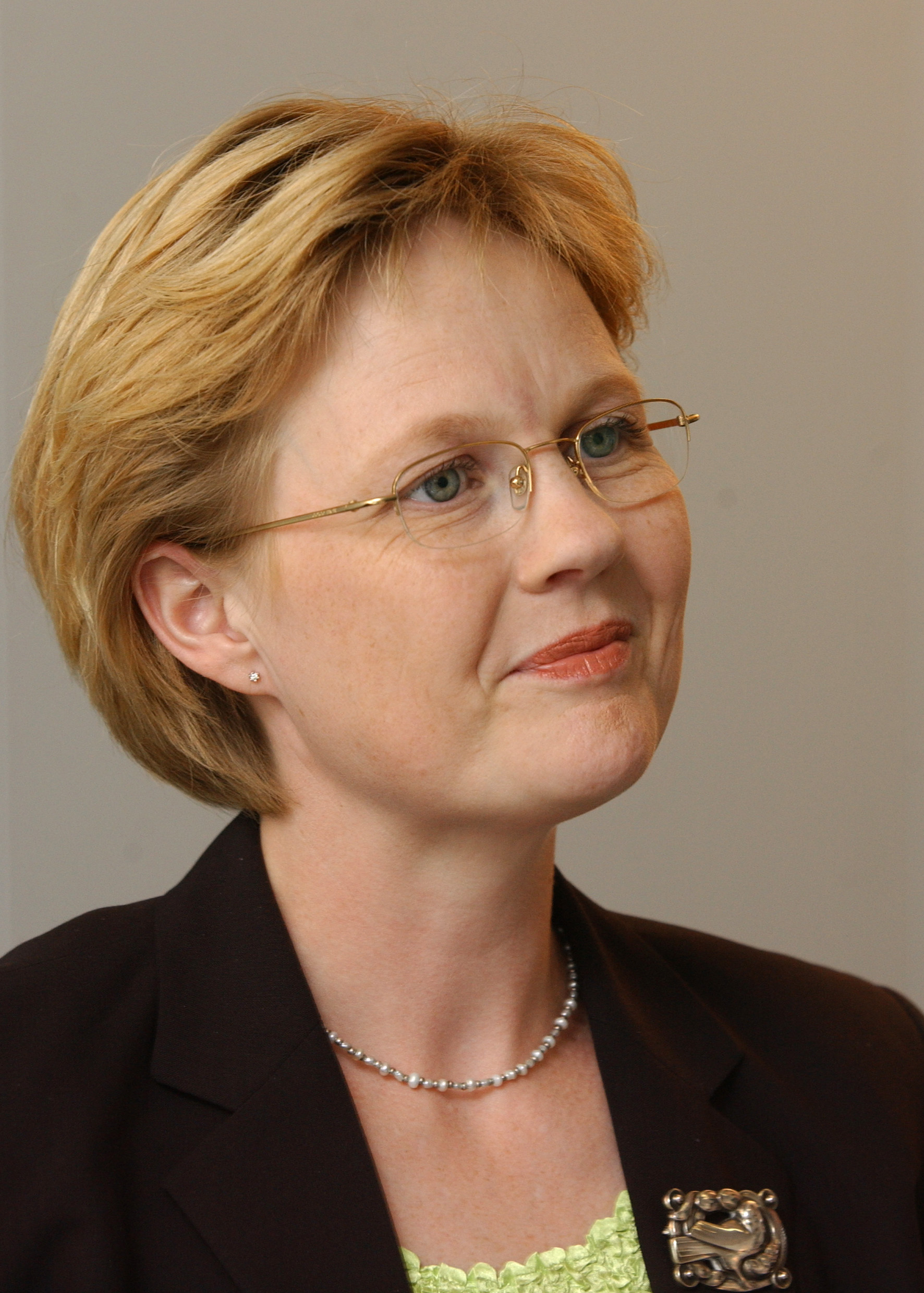
Rikke Hvilshøj (2005)

Rikke Hvilshøj (* 5. Mai 1970 in Århus) ist eine dänische Politikerin der liberal-konservativen Partei Venstre. Von Februar 2005 bis November 2007 war sie die Ministerin für Flüchtlinge, Einwanderung und Integration ihres Landes.

## Leben
Hvilshøj stand von 1992 bis 1994 der Jugendorganisation Venstres Ungdom in der Kopenhagener Gegend vor, ab 1990 war sie bereits in dieser Funktion in Frederiksberg tätig. In der Zeit von 1994 bis 2002 war sie Abgeordnete im Kommunalparlament von Frederiksberg, wobei sie zwischen 1998 und 2001 die Vizebürgermeisterin der Kommune war. Sie erlangte im Jahr 1997 ihren Abschluss in Politikwissenschaft an der Universität Kopenhagen. Im März 1998 zog sie erstmals in das dänische Parlament, das Folketing, ein. Dort blieb sie bis August 2008 Mitglied. Dabei war sie in der Zeit zwischen 1998 und 2005 Teil des Fraktionsvorstands ihrer Partei. Von 2003 bis 2004 war sie die Vorsitzende des Erwerbsausschusses.
Am 18. Februar 2005 wurde sie zur Ministerin für Flüchtlinge, Einwanderung und Integration in der Regierung Anders Fogh Rasmussen II ernannt. Kurz darauf kam es am 8. Juni 2005 zu einem Brandattentat gegen ihr Wohnhaus, wo sie sich mit ihren Kindern und ihrem Ehemann aufhielt. Der Anschlag konnte nicht aufgeklärt werden. Nach dem Brandanschlag wurde sie durchgehend vom dänischen Inlandsnachrichtendienst Politiets sikkerhetstjeneste (PST) bewacht. Im November 2007 gab sie bekannt, dass sie die Politik aus persönlichen Gründen verlassen werde. Sie trat schließlich zum 23. November 2007 zurück.
Im August 2008 verließ sie auch das Folketing und wurde Marktdirektorin bei Dansk Erhverv, einer dänischen Arbeitgeberorganisation. Ein Jahr später übernahm sie die gleiche Position beim Unternehmen Konica Minolta. 2012 wechselte sie zum Thinktank CEPOS, wo sie politische Chefin wurde. Im Jahr 2015 wurde sie Verwaltungsleiterin der IT-Interessensorganisation Dansk IT. Im Jahr 2019 wurde sie Mitglied im Datenethikrat der dänischen Regierung.